# Erebia penalarae
Erebia penalarae är en fjärilsart som beskrevs av Chapman 1905. Erebia penalarae ingår i släktet Erebia och familjen praktfjärilar. Inga underarter finns listade i Catalogue of Life.